# Wahl von Richtern des Bundesverfassungsgerichts 2025
Die Notwendigkeit der Wahl von drei neuen Richtern des Bundesverfassungsgerichts 2025 ergibt sich durch das Ende der Amtszeit der Richter des Bundesverfassungsgerichts Josef Christ und Doris König sowie der Erkrankung von Ulrich Maidowski. Die Kandidaturen wurden überschattet von einer Kontroverse um die Kandidatin Frauke Brosius-Gersdorf. Die Wahl im Juli 2025 wurde kurzfristig abgesagt. Rund um die Kandidaten und die ausgefallene Wahl entzündeten sich Debatten in Politik und Gesellschaft.

## Drei offene Richterstellen
| Name                                                  | Beginn der Amtszeit | Ende der Amtszeit | nominiert von | gewählt von | Senat         |
| ----------------------------------------------------- | ------------------- | ----------------- | ------------- | ----------- | ------------- |
| Josef Christ (* 1956)                                 | 1. Dez. 2017        | 30. Nov. 2024     | CDU/CSU       | Bundestag   | Erster Senat  |
| Doris König (* 1957) (Vizepräsidentin seit Juni 2020) | 2. Juni 2014        | 30. Juni 2025     | SPD           | Bundestag   | Zweiter Senat |
| Ulrich Maidowski (* 1958)                             | 15. Juli 2014       | 14. Juli 2026     | SPD           | Bundestag   | Zweiter Senat |

Ulrich Maidowski ist im September 2023 schwer erkrankt und möchte auf eigenen Wunsch aus gesundheitlichen Gründen vorzeitig aus dem Amt scheiden.
Die Amtszeit von Josef Christ und Doris König ist gemäß § 4 Abs. 1 Bundesverfassungsgerichtsgesetz (BVerfGG) abgelaufen, gemäß § 4 Abs. 4 BVerfGG führen sie aber ihre Richtertätigkeit bis zur Ernennung der Nachfolger fort.

## Rechtlicher Rahmen der Wahl
Die Richter werden zeitlich gestaffelt je zur Hälfte vom Deutschen Bundestag nach Vorschlag des zwölfköpfigen Wahlausschusses für die vom Deutschen Bundestag zu berufenden Richter des Bundesverfassungsgerichts und vom Bundesrat jeweils mit Zweidrittelmehrheit gemäß § 6 Abs. 1 BVerfGG gewählt.
Die Vorschlagsrechte verteilen sich traditionell nach dem Proporz unter den Parteien. Nach der bisherigen Formel 3:3:1:1 liegt das Vorschlagsrecht bei CDU/CSU und SPD mit je drei und bei Grünen und FDP mit je einem Verfassungsrichter pro Senat. Der Wahlvorschlag wird mit mindestens acht Stimmen der Mitglieder des Wahlausschusses nach § 6 Abs. 5 BVerfGG beschlossen. Die CDU/CSU-Fraktion stellt im Wahlausschuss des 21. Deutschen Bundestages fünf Abgeordnete, die AfD-Fraktion drei, die SPD-Fraktion zwei, die Grüne- und die Linke-Fraktion jeweils einen Abgeordneten. Üblicherweise akzeptieren die anderen Parteien das Vorschlagsrecht einer Fraktion und legen nur bei fundamentalen Bedenken ein Veto ein.

## Parlamentarisches Geschehen

### Vorschläge Nachfolge Josef Christ
Nach der Parteienabsprache von 2018 ist für die Nachfolge von Josef Christ eine Persönlichkeit mit Qualifikation als Bundesrichter notwendig. Als Nachfolger von Josef Christ am Ersten Senat schlug die CDU/CSU-Fraktion im Deutschen Bundestag Robert Seegmüller vor, der zuvor bereits als Mitglied des Verfassungsgerichtshof des Landes Berlin als Verfassungsrichter tätig war.
Anfang Dezember 2024 stellte sich Seegmüller den Rechtspolitikern von SPD, FDP und Grünen vor. SPD und FDP kündigten an, Seegmüller mitzuwählen. Die für Januar 2025 angesetzte Abstimmung im Wahlausschuss des Bundestags wurde aber kurzfristig abgesagt.
Die Ausschuss-Älteste Renate Künast forderte gemäß § 7a BVerfGG das Bundesverfassungsgericht auf, drei Personalvorschläge für die Nachfolge von Josef Christ zu machen. Die Verfassungsrichter schlugen Günter Spinner, Eva Menges und Oliver Klein vor. Der Bundestag ist an die Vorschläge des Bundesverfassungsgerichts aber nicht gebunden und kann weiterhin eigene Vorschläge machen.
Nach der Bundestagswahl 2025 änderten sich die Mehrheitsverhältnisse im Bundestag. Eine Zweidrittelmehrheit ist nur noch mit Stimmen entweder der AfD oder der Linkspartei möglich. Die CDU/CSU entschied sich nun für die Nominierung von Günter Spinner und spekulierte dabei darauf, dass die Linkspartei einen Vorschlag nicht ablehnen könne, der letztlich vom BVerfG selbst stammt. Günter Spinner wurde am 7. Juli 2025 vom Wahlausschuss des Deutschen Bundestages für die Richter des Bundesverfassungsgerichts mit der gemäß § 6 Abs. 5 BVerfGG erforderlichen Zweidrittelmehrheit vorgeschlagen.

### Vorschlag Nachfolge Doris König
Im Jahr 2025 wurde die Rechtswissenschaftlerin Frauke Brosius-Gersdorf von der SPD-Bundestagsfraktion für die Wahl einer Nachfolgerin Doris König als Richterin des Bundesverfassungsgerichts im zweiten Senat vorgeschlagen.
Am 4. Juli 2025 äußerten einige Rechts- und Innenpolitiker der Unionsfraktion in ihrem internen Jour fixe Bedenken hinsichtlich der Nominierung Brosius-Gersdorfs. Anlass waren angebliche Positionen Brosius-Gersdorf zum Schwangerschaftsabbruch und einem möglichen AfD-Verbotsverfahren.
Brosius-Gersdorf wurde am 7. Juli 2025 vom Wahlausschuss des Deutschen Bundestages für die Richter des Bundesverfassungsgerichts mit der gemäß § 6 Abs. 5 BVerfGG erforderlichen Zweidrittelmehrheit für den zweiten Senat vorgeschlagen.
Am Morgen des 11. Juli 2025 zogen jedoch Teile der CDU/CSU-Fraktion die fachliche Expertise von Brosius-Gersdorf wegen Vorwürfen eines angeblichen Plagiats im Zusammenhang mit ihrer Doktorarbeit in Zweifel. Laut Stefan Weber, der die Vorwürfe zuerst erhoben hatte, handelte es sich zu diesem Zeitpunkt nicht um Plagiatsvorwürfe. Die ursprünglich für diesen Tag vorgesehene Richterwahl im Deutschen Bundestag wurde abgesetzt. Am 7. August 2025 zog Brosius-Gersdorf ihre Kandidatur zurück.

### Vorschlag Nachfolge Ulrich Maidowski
Für die Nachfolge von Ulrich Maidowski schlug die SPD-Bundestagsfraktion die Rechtswissenschaftlerin Ann-Katrin Kaufhold vor.
Ann-Katrin Kaufhold wurde am 7. Juli 2025 vom Wahlausschuss des Deutschen Bundestages für die Richter des Bundesverfassungsgerichts mit der gemäß § 6 Abs. 5 BVerfGG erforderlichen Zweidrittelmehrheit vorgeschlagen.

### Kurzfristig abgesetzte Richterwahl im Deutschen Bundestag
Bis 2015 wurden die vom Bundestag zu wählenden BVerfG-Richter im Wahlausschuss gewählt. Seit der Gesetzesänderung ist das Verfahren im Wahlausschuss nur noch ein Vorverfahren. Gem. § 6 BVerfGG werden dort nur noch Wahlvorschläge bestimmt. Die eigentliche Wahl der Verfassungsrichter erfolgt im Plenum des Bundestages. Der Wahlausschuss ist jedoch anders zusammengesetzt als das Plenum des 21. Deutschen Bundestags. Im Wahlausschuss haben CDU/CSU (5 Sitze), SPD (2) und Grüne (1) eine Zwei-Drittel-Mehrheit, nicht aber im Plenum, wo für eine Zwei-Drittel-Mehrheit zusätzlich entweder die Stimmen der Linkspartei oder der AfD benötigt werden.
Die AfD hatte erklärt, sie werde Günter Spinner mitwählen, aber nicht die beiden SPD-Kandidatinnen. Die Linke hatte angekündigt die beiden SPD-Kandidatinnen wählen zu wollen, aber nicht den CDU/CSU-Kandidat, weil die CDU/CSU das Gespräch mit der Linkspartei verweigert hatte.
Die Richterwahl im Bundestag wurde für den 11. Juli 2025 terminiert. Am Tag vor der Abstimmung zeichnete sich innerhalb der Unionsfraktion ab, dass keine Mehrheit für die Wahl von Brosius-Gersdorf zustande kommen würde.
Am Morgen des 11. Juli 2025 forderte die Union, dass die Wahl von Brosius-Gersdorf von der Tagesordnung genommen werden soll, andernfalls werde sich die Union bei der Abstimmung enthalten. Die Fraktionen im Bundestag einigten sich darauf, alle drei Richterwahlen abzusetzen.

#### Folgen der Absetzung für das Bundesverfassungsgericht
Trotz der abgesetzten Richterwahl ist das Bundesverfassungsgericht weiterhin handlungsfähig. Zwar ist die Amtszeit von Josef Christ und Doris König abgelaufen, gemäß § 4 Abs. 4 BVerfGG führen sie aber ihre Richtertätigkeit bis zur Ernennung der Nachfolger fort.
Wenn nach dem Ende der Amtszeit eines Richters (hier Doris König und Josef Christ) nicht innerhalb von zwei Monaten die Wahl eines Nachfolgers zustande kommt, dann soll gemäß § 7a Abs. 1 BVerfGG der Wahlausschuss des Bundestages das Bundesverfassungsgericht auffordern, selbst Kandidatenvorschläge zu machen. Schafft es danach der Bundestag nicht innerhalb von drei Monaten einen Nachfolger zu wählen, kann gemäß § 7a Abs. 5 BVerfGG der Bundesrat die Wahl übernehmen. Im Falle der Nachfolge von Josef Christ wurde bereits eine Vorschlagsliste beim Bundesverfassungsgericht angefragt und erstellt. Damit läuft die dreimonatige Frist Ende August ab, die Wahl des Nachfolgers von Josef Christ könnte ab dann entweder mit Zweidrittelmehrheit im Plenum des Bundestags oder alternativ mit Zweidrittelmehrheit im Plenum des Bundesrats erfolgen.

## Außerparlamentarische Kampagnen
Der Vorsitzende des Cusanuswerks, dem Begabtenförderungswerk der Deutschen Bischofskonferenz, und Professor für öffentliches und Steuerrecht an der Ruprecht-Karls-Universität Heidelberg, Ekkehart Reimer, änderte am 25. Juni 2025 – vor dem öffentlichen Bekanntwerden der Nominierung Brosius-Gersdorfs am 30. Juni durch einen Bericht der Frankfurter Allgemeinen Zeitung – ihren Artikel in der deutschsprachigen Wikipedia und fügte ein, dass sie sich an der vom Kabinett Scholz berufenen Kommission zur reproduktiven Selbstbestimmung und Fortpflanzungsmedizin engagiert habe. Brosius-Gersdorf setze sich für das Recht des Gesetzgebers ein, die Abtreibung in den ersten zwölf Schwangerschaftswochen zu erlauben. Damit begann eine Kampagne gegen die Nominierung von Brosius-Gersdorf. Reimer gab später an, Brosius-Gersdorf als „Aktivistin“ wahrgenommen zu haben, „die über eine Neuinterpretation des Grundgesetzes ein deutsches ‚Roe v. Wade‘ erreichen“ wolle. Darin sehe er einen „Bruch mit der gesamten bisherigen Rechtsprechung des Bundesverfassungsgerichts zu Art. 2 Abs. 2 GG.“
Einer Soziale-Medien-Analyse der Denkfabrik Polisphere zufolge gab es ab 2. Juli 2025 eine „mediale Kampagne“ von „Alternativmedien“, medialen Einflussnehmern und der Alternative für Deutschland (AfD) gegen die Juristin. Ziel war, Frauke Brosius-Gersdorf „aus dem Spiel zu nehmen“. Grund dafür war nach Ansicht von Beobachtern, dass sie in den Zweiten Senat des Bundesverfassungsgerichtes gewählt werden sollte. Dieser könnte über ein mögliches Verbotsverfahren der AfD entscheiden. Dazu verbreiteten AfD-nahe Onlinemagazine und in Folge teils durch künstliche Intelligenz generierte Konten Falschnachrichten über Brosius-Gersdorf als „Hardcore-Abtreibungsbefürworterin“, die Schwangerschaftsabbrüche bis zum neunten Monat legalisieren wolle. Die Kampagne begann zuvor mit den Themen Impfpflicht und AfD-Verbot und setzte sich mit Plagiatsvorwürfen fort. Die Organisation 1000plus aus der Lebensrechtsbewegung gab an, 37.000 E-Mails wären an Abgeordnete der Union versandt worden.
Mehr als 230.000 Menschen unterzeichneten die Petition „Schluss mit der Hetzkampagne“ bis zum 24. Juli.
Auch Ann-Katrin Kaufhold sah sich mit einer politischen Kampagne konfrontiert, in der sie als Aktivistin für Klimaschutz und Enteignung dargestellt wurde. Die Vorwürfe wurden von Beobachtern als verleumderische, nicht den Fakten entsprechende Kampagnenrhetorik eingestuft. Zudem werde sie im Falle einer Wahl dem Zweiten Senat des Gerichts angehören, der weder für Klimaschutz- noch Enteignungsverfahren zuständig sei.
In ihrer Erklärung vom 7. August 2025 bezeichnete Brosius-Gersdorf Journalisten „eines Qualitäts- und Leitmediums“ als „‚Speerspitze‘ eines ehrabschneidenden Journalismus“. Die Frankfurter Allgemeine Zeitung wehrte sich in einer Stellungnahme gegen den Vorwurf: Die Veröffentlichung von Bedenken von Unionspolitikern sei nachrichtlich geboten gewesen, auch wenn sie anonym erfolgt sei.

## Meinungen

### Politiker
Ulla Schmidt (SPD), Vorsitzende der Bundesvereinigung Lebenshilfe und ehemalige Gesundheitsministerin, befürwortete die Nominierung Brosius-Gersdorfs, diese sei eine „herausragend gute Juristin“. Schmidt teilte die Auffassung, den Schwangerschaftsabbruch innerhalb der ersten zwölf Wochen zu entkriminalisieren, hielt es jedoch für falsch, dass die Menschenwürde erst nach der Geburt gelten solle. Sie wehrte sich gegen die Vereinnahmung durch die CDU, die aus Schmidts Äußerung zur Menschenwürde fälschlich Kritik an Brosius-Gersdorfs Nominierung abgeleitet habe.
Bundespräsident Frank-Walter Steinmeier beurteilte aufgrund der abgesagten Richterwahl die Regierung Merz als beschädigt. Zu Frau Brosius-Gersdorf äußerte er sich nicht.
Bundeskanzler Friedrich Merz (CDU) nannte in seiner Pressekonferenz am 18. Juli die Kritik an Brosius-Gersdorf „teilweise unsachlich und polemisch“ sowie zum Teil auch „persönlich, beleidigend und herabsetzend“. Zum Festhalten an der Kandidatin blieb Merz vage.
Laut Markus Söder (CSU) fehlte der Kandidatur Brosius-Gersdorfs der notwendige Segen, weshalb Brosius-Gersdorf zurückziehen sollte. Horst Seehofer, der Ehrenvorsitzende der CSU, hätte die Kandidatin Brosius-Gersdorf jedoch gewählt, wenn die „Führung von CDU und CSU“ dies nahegelegt hätte.
Der ehemalige Präsident des Deutschen Bundestages Wolfgang Thierse (SPD) verteidigte, dass „Vertreter der katholischen Kirche ihre grundsätzlichen Überzeugungen zum Thema Menschenwürde des ungeborenen Lebens zum Ausdruck bringen“, das Thema Menschenwürde sei für die Kirchen zentral. Aus diesem Grund empfahl Thierse der SPD, die Schärfe der Kritik an den Kirchen zu mindern, selbst „wenn es Hetze gegeben hat“. Er mahnte die Union, Meinungspluralität auch im Bundesverfassungsgericht zuzulassen und die Kandidatin Brosius-Gersdorf selbst zu Wort kommen zu lassen.
Die CDU-Bundestagsabgeordnete und ehemalige Vorsitzende des Rechtsausschusses Elisabeth Winkelmeier-Becker meinte, den großen Teilen der Unionsfraktion, die die Wahl von Brosius-Gersdorf abgelehnt hätten, sei es „um Grundfragen des Menschenbildes und unserer Verfassung“ gegangen, „wenn Menschsein und Menschenwürde nicht mehr unauflöslich zusammengedacht werden“. Brosius-Gersdorf wolle „menschlichem Leben nicht in jedem Fall uneingeschränkte Menschenwürde zuerkennen“. Es sei „infam, diese Haltung zu Menschenwürde und Lebensschutz als ‚rechts‘ zu diffamieren“. Sie kritisiert jedoch den missratenen Ablauf des Verfahrens und bedauert den Schaden für die Kandidatin Brosius-Gersdorf, die sie für eine hochangesehene Wissenschaftlerin hält.
Vizekanzler Lars Klingbeil (SPD) kündigte an, die Wahl wieder auf die Tagesordnung des Deutschen Bundestages zu setzen, da die „Unions-Bedenken wegen angeblicher Plagiatsvorwürfe“ ausgeräumt seien.

### Juristen
Der Unionspolitiker und ehemalige Verfassungsrichter Peter M. Huber sah einen so polarisierenden Personalvorschlag wie Brosius-Gersdorf für das Ansehen des Gerichts als Risiko. Die ihr vorgehaltenen Positionen seien in der Gesellschaft wie unter Verfassungsrechtlern nicht mehrheitsfähig.
Der ehemalige CDU-Ministerpräsident des Saarlandes und frühere Verfassungsrichter Peter Müller beurteilte dagegen das Scheitern der Wahl der drei neuen Verfassungsrichter als „dramatisch“ und sah die politische Handlungsfähigkeit der gesellschaftlichen Mitte in Gefahr. Für ihn dokumentierte dieser Vorgang, dass die politische Mitte zunehmend unfähig werde, andere Meinungen auszuhalten. Das Bundesverfassungsgericht brauche „unterschiedliche Persönlichkeiten“.
Rund 300 Rechtswissenschaftler kritisierten in einem offenen Brief, Brosius-Gersdorf sei von den verantwortlichen Institutionen und Personen aus der Politik nicht ausreichend vor einer unsachlichen Diskussion geschützt worden. Außerdem scheine das Auswahlverfahren nicht gut vorbereitet gewesen zu sein. Brosius-Gersdorf sei eine hoch angesehene Staatsrechtslehrerin und in Fachkreisen völlig unstreitig. Initiiert wurde die Stellungnahme von den Strafrechtsprofessoren Susanne Beck und Alexander Thiele, sowie dem Verwaltungsrechtler Stefan Huster. Unter den Unterzeichnern sind auch drei ehemalige Verfassungsrichter. Im Wortlaut beanstandeten sie, es zeuge zumindest von fehlendem politischem Rückgrat, im „Richterwahlausschuss eine Kandidatin zunächst zu bestätigen, um dann gegenüber ideologisierten Lobbygruppen und mit Unwahrheiten und Diffamierungen gespickten Kampagnen zurückzurudern“.
Schon Brosius-Gersdorfs Doktorvater Horst Dreier war 2008 von der SPD als Richter des Bundesverfassungsgerichts nominiert worden, wobei die Kandidatur scheiterte. Stattdessen wurde Andreas Voßkuhle gewählt. Dreier warnte vor Folgen für zukünftige Kandidaturen, da Kandidaten „ein reines Gewissen haben“ könnten, und trotzdem falle die Meute über sie her. Dies könne dazu führen, „dass am Ende nur noch das Mittelmaß“ ans Bundesverfassungsgericht komme.
Brosius-Gersdorf wehrte sich in einer Stellungnahme gegen die ihrer Meinung nach undifferenzierte Berichterstattung über sich selbst, indem sie anonyme Äußerungen aus den Reihen politisch verantwortlicher Funktionsträger kritisierte und ihre eigenen Rechtsauffassungen, die in der Berichterstattung besonders thematisiert worden waren, erklärte. Nach eingegangenen Drohungen und verdächtigen Poststücken sei ihr familiäres und soziales Nahfeld betroffen und sie habe ihre Mitarbeiter angewiesen, nicht mehr in den Lehrstuhlbüros zu arbeiten. Um Schaden vom Bundesverfassungsgericht oder vom Wahlprozess abzuwenden, würde sie ihre Kandidatur zurückziehen, jedoch wolle sie sich nicht einer Kampagne gegen sich beugen, wenn die Demokratie dadurch Schaden nehmen würde. Sie sei durch „tausende Zuschriften“ aus der Bevölkerung aufgefordert worden, ihre Kandidatur nicht zurückzunehmen. Ihre Positionen, Bedrohungen und Rückzugsgedanken schilderte sie am 15. Juli 2025 in der Talkshow Markus Lanz. So ging die Juristin in der Sendung insbesondere auch auf den unauflöslichen Widerspruch ein, der rechtssystematisch entstehe, wenn bereits dem ungeborenen Leben die Menschenwürde zuerkannt würde. Denn dann sei grundsätzlich keine Abwägung möglich, auch nicht bei Gefahr für das Leben der Mutter. Schließlich sei, anders als das „Recht auf Leben“, die Menschenwürde nach dem Grundgesetz „unantastbar“. Aus diesem Grund sei sie verfassungsrechtlich nur schwierig auf einen ungeborenen Menschen anzuwenden. Geeigneter sei infolgedessen, so Brosius-Gersdorf, vom Grundrecht auf Leben und auf körperliche Unversehrtheit auszugehen. Dieses Grundrecht sei letztlich im Verhältnis zu anderen Grundrechten – etwa denen der Mutter – abwägbar, so wie es auch mit unterschiedlichen Grundrechten während der COVID-19-Pandemie geschehen sei.
Sabine Leutheusser-Schnarrenberger, ehemalige FDP-Bundesjustizministerin sowie ehemaliges Mitglied des Bayerischen Verfassungsgerichtshofes, sah eine rechtspopulistische Kampagne, um mit Begriffen wie „Aktivistin“ Frauen zu diskreditieren und setzte dagegen: „Sie können jetzt nicht drei Männer vorschlagen, nur damit Sie vielleicht keinen Ärger bekommen.“

### Kirchenvertreter
Vertreter der römisch-katholischen Kirche kritisierten die Nominierung Brosius-Gersdorfs, so der Erzbischof von Köln Kardinal Rainer Maria Woelki, der Passauer Bischof Stefan Oster und der Regensburger Bischof Rudolf Voderholzer. Die Laienbewegung Maria 2.0 warf dagegen konservativen Bischöfen Verantwortungslosigkeit und Unglaubwürdigkeit vor.
Prälat Karl Jüsten, Leiter des Kommissariats der Deutschen Bischöfe und des Katholischen Büros in Berlin, sagte nichts zur Nominierung und Person von Brosius-Gersdorf. Er verwies allgemein auf einen möglichen „verfassungsrechtlichen Paradigmenwechsel“, wenn ein „abgestuftes Lebensschutzkonzept vertreten und die Menschenwürde des ungeborenen Lebens infrage gestellt“ würde. Er wies darauf hin, dass es „jeder und jedem Abgeordneten frei“ stehen würde, „ihre beziehungsweise seine Wahl für die Besetzung des höchsten Gerichts zu treffen“.
Nach der Vorstellung des Bamberger Erzbischofs Herwig Gössl wäre die bevorzugte Option, wenn Brosius-Gersdorf auf das Amt einer Verfassungsrichterin verzichten würde. Wegen Falschinformationen hatte er zunächst von einem „innenpolitischen Skandal“ gesprochen und vor einem „Abgrund der Intoleranz und Menschenverachtung“ gewarnt, was er nach einem persönlichen Gespräch „nachdrücklich“ bedauerte und zurücknahm.
Der Vorsitzende der Deutschen Bischofskonferenz, Georg Bätzing, beklagte die Angriffe gegen die Kandidatin Brosius-Gersdorf und stellte fest, dass in der Debatte „viel schiefgelaufen“ sei. Im Wortlaut wandte er sich gegen einen Kulturkampf in dieser Sache: „Es ist kein Thema für einen Kulturkampf. Wir können diesen Kulturkampf nicht gebrauchen. Es gibt zu viele Profiteure davon.“
Der evangelische Theologe und Ethiker Peter Dabrock, der ehemalige Vorsitzende des Deutschen Ethikrats, sieht die Diskreditierung der Kandidatin Brosius-Gersdorf als eigentliches Problem der Debatte. Diese vertrete eine Position, die er nicht teile, „die aber im Diskurs eine normale Position ist“.

### Medien
Die Berichterstattung begann am 30. Juni 2025 mit neutralen Vorstellungen der Kandidaten, Vorschlagsrechte und Karrieren wurden geschildert und Schwierigkeiten des Erreichens einer Zweidrittelmehrheit im aktuellen Deutschen Bundestag thematisiert.
Thorsten Gütling zeichnet chronologisch die zur Nominierung Brosius-Gersdorfs gehörigen Aktivitäten auf verschiedenen Internetportalen wie Apollo News, Nius oder Auf1 sowie auf X und TikTok nach, ordnet diese in eine Kampagne zur Verhinderung der Kandidatin Brosius-Gersdorf ein und der Neuen Rechten zu.
Der Historiker Volker Weiß, Experte für das Thema Neue Rechte, warnte im Zusammenhang mit der „Kampagne gegen die SPD-Kandidatinnen“ vor einer gezielten AfD-Strategie zur Destabilisierung und Spaltung der Regierungskoalition. Die SPD solle „nach links, die Union nach rechts gezwungen werden“. Mithilfe von vielen Beiträgen in sozialen Medien beeinflusse die AfD mittlerweile stark die Meinungsbildung.
Der Politologe Thomas Biebricher merkte an, dass bei rechten Medienportalen und der AfD falsche Vorwürfe ein großes Thema gewesen seien. Einige Leute in der CDU/CSU-Fraktion seien „anfällig dafür […], sich davon treiben zu lassen.“
Patricia Hecht stellt dar, wie „christlich-fundamentalistische und rechte AktivistInnen“ international koordiniert vorgehen, vollzieht die Funktion des Portals CitizenGo nach und ordnet die Ereignisse in diesen Zusammenhang ein.

### Vorwurf wissenschaftlichen Fehlverhaltens
Bei der Universität Hamburg sind Ende Juli 2025 im Zuge der medialen Berichterstattung „begründete Hinweise“ auf ein wissenschaftliches Fehlverhalten in Bezug auf die Anfertigung der Doktorarbeit Brosius-Gersdorfs eingegangen (Plagiatsvorwürfe). Die Vorwürfe werden von der Universität zunächst unter Plausibilitätsgesichtspunkten auf Konkretheit und Bedeutung geprüft; erfüllen die Hinweise die in der Satzung genannten Grundsätze, werde dann ein formales Ombudsverfahren zur Vorprüfung der Hinweise begonnen. Die Untersuchung erfolge unter Beachtung des Grundgedankens der Unschuldsvermutung.

### Weitere
Der Soziologe Armin Nassehi stellte fest, „dass es kaum noch gelingt, Konfliktfragen als Konflikte um Auffassungen zu behandeln, sondern nur noch als Kulturkampffragen“.